# ヴェスレイ・フート
ヴェスレイ・フート（Wesley Hoedt, 1994年3月6日 - ）は、オランダ・アルクマール出身のサッカー選手。ポジションはDF（CB）。
ウェスレイ・ホード、ウェスリー・フートと表記される場合もある。

## 経歴

### クラブ
地元・AZアルクマールのユースで育成され、2013年12月12日のUEFAヨーロッパリーグ・PAOK戦でプロデビュー。AZでレギュラーを確保した2014-15シーズン中の2015年1月21日にシーズン終了後に自由移籍でSSラツィオへ加入することが決定。2015年9月22日のウディネーゼ戦でセリエAデビューを果たした。
2017年8月22日、サウサンプトンFCと5年契約を締結した。当時サウサンプトンはヴィルヒル・ファン・ダイクを筆頭に吉田麻也、ジャック・スティーブンスらセンターバック陣が豊富だったが、監督のマウリシオ・ペジェグリーノ、続くマーク・ヒューズに信頼され出場機会を得た。ただしヒューズの采配には多少疑問を抱いていたようで、年明けのマンチェスター・シティFC戦でのヒューズの指揮を後に批判している。
2018-19シーズンは13試合連続でスタメンを掴むなど好調を維持していたが、12月にラルフ・ハーゼンヒュットルが監督に就任した直後、それまでのプレーでのミスの多さなどから冷遇され、自身がベンチに追いやった吉田やスティーヴンスが代わりに重用されるようになる。2019年1月22日、セルタ・デ・ビーゴにシーズン終了までのレンタル移籍が発表された。契約には買取オプションが含まれている。
2019年9月2日、ロイヤル・アントワープFCに期限付き移籍した。
2020年10月5日、SSラツィオに期限付き移籍で復帰することが発表された。
2021年6月17日、RSCアンデルレヒトと2025年までの契約を結んだことが発表された。
2023年1月31日、ワトフォードFCに移籍した。

### 代表
世代別オランダ代表に選出され、2017年3月25日に行われた2018W杯・欧州予選のブルガリア戦で代表デビューを果たした。

## 所属クラブ
- AZアルクマール 2013-2015
- SSラツィオ 2015-2017
- サウサンプトンFC 2017-2021

→ セルタ・デ・ビーゴ 2019 (loan)
→ ロイヤル・アントワープFC 2019-2020 (loan)
→ SSラツィオ 2020-2021 (loan)
- RSCアンデルレヒト 2021-2012
- ワトフォードFC 2023-

## タイトル
SSラツィオ
- スーペルコッパ・イタリアーナ : 2017